# Dideomima
Dideomima là một chi ruồi trong họ Syrphidae.